# Barje Čiflik
Barje Čiflik (en serbe cyrillique : Барје Чифлик) est un village de Serbie situé dans la municipalité de Pirot, district de Pirot. Au recensement de 2011, il comptait 593 habitants.

## Démographie

### Évolution historique de la population
| 1948 | 1953 | 1961 | 1971 | 1981 | 1991 | 2002 | 2011 |
| ---- | ---- | ---- | ---- | ---- | ---- | ---- | ---- |
| 820  | 790  | 775  | 765  | 782  | 788  | 693  | 593  |

|  |